# Calat
|  | Per a altres significats, vegeu «Calat (decoració)». |

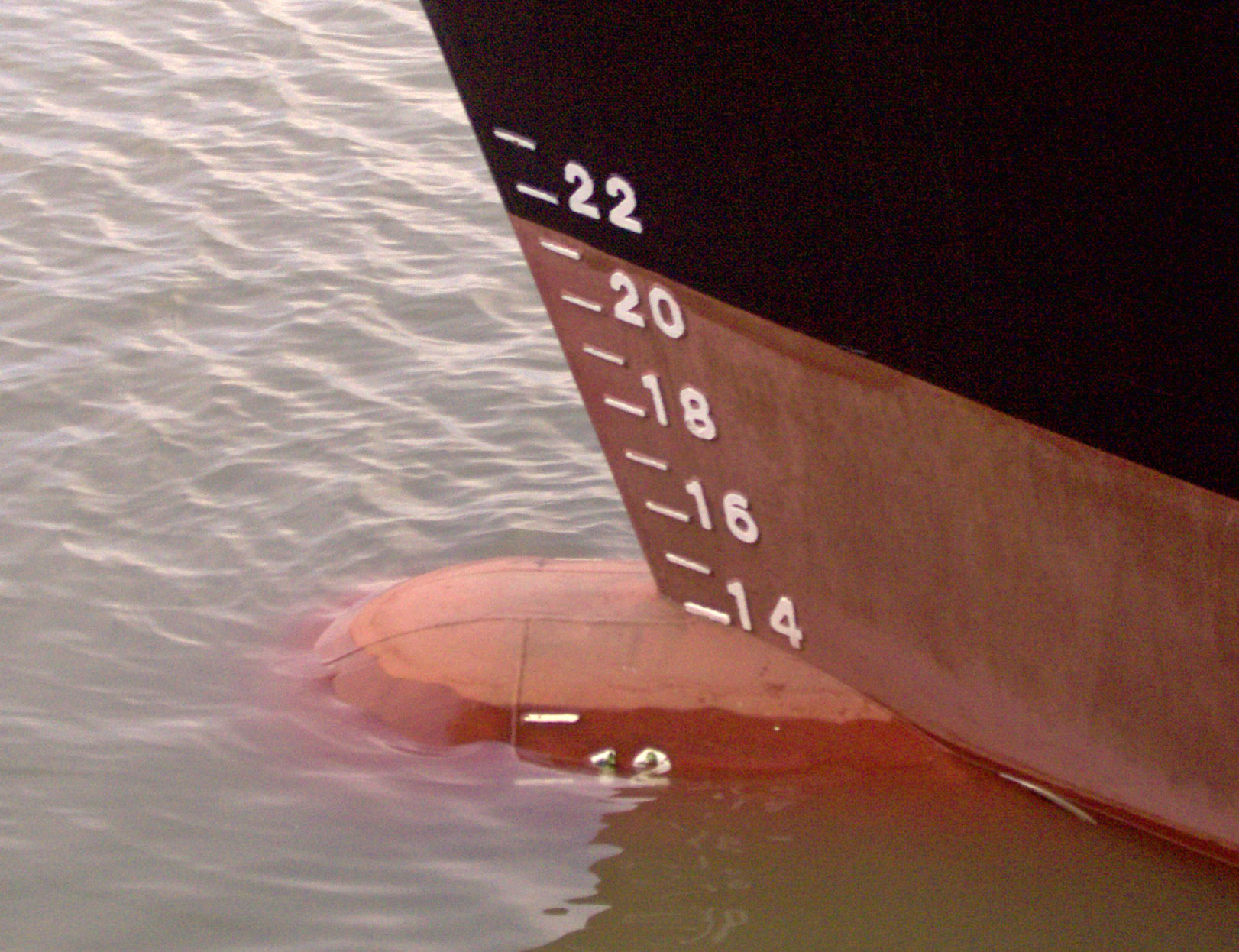
Escala del calat d'un vaixell

El calat és la distància vertical entre un punt de la línia de flotació i la línia base o quilla d'una embarcació, amb el gruix del buc inclosa. En funció del punt de referència per mesurar el calat, s'obtenen diferents definicions:
- Calat de traçat: és el calat quan no es té en compte el gruix del buc.
- Calat de popa (Cpp): és el calat mesurat a la perpendicular de popa.
- Calat de proa (Cpa): és el calat mesurat a la perpendicular de proa.
- Calat mitjà (Cm): és el calat mesurat a la vertical del centre de gravetat de la flotació, F, que es consideri. El calat mitjà s'obté pel càlcul a partir de la semisuma dels calats de proa i popa, (Cpp + Cpr)/2, amb una correcció per l'assentament i valor de la posició de F respecte de la perpendicular mitjana.